# Carangoides coeruleopinnatus
Carangoides coeruleopinnatus  (лат.) — вид морских лучепёрых рыб из семейства ставридовых. Максимальная длина тела 41 см. Распространены в тропических и субтропических водах Индийского и Тихого океанов.

## Описание
Тело высокое, сильно сжато с боков. Верхний профиль тела более выпуклый по сравнению с нижним профилем. Верхний профиль головы почти прямой, с небольшим поднятием в области затылка. Диаметр глаза немного меньше длины рыла. Ворсинкообразные зубы расположены узкими полосами на обеих челюстях. Ширина лент больше в передней части челюстей. На сошнике зубы расположены пятном яйцевидной формы без срединного выступа. На первой жаберной дуги 21—27 жаберных тычинок, из них на верхней части 5—8 тычинок, а на нижней — 15—19. Два спинных плавника чётко отделены друг от друга. В первом спинном плавнике 7 жёстких лучей, а во втором — 1 колючий и 20—23 мягких луча. Перед анальным плавником расположены две отдельно сидящие колючки. В анальном плавнике 1 колючий и 16—20 мягких лучей. Передняя часть лопасти второго спинного плавника короче длины головы (у молоди нитевидная и более удлинённая по сравнению со взрослыми особями). Хвостовой плавник вильчатый. Передняя часть боковой линии дугообразная, переходит в прямую часть на уровне вертикали, проходящей между 12 и 14 мягкими лучами второго спинного плавника. Хорда изогнутой части длиннее прямой части боковой линии. Прямая часть боковой линии с 16—20 слабыми щитками. Общее количество элементов в боковой линии (включая чешуйки в изогнутой части) составляет 31—50. Вентральная часть груди голая до начала брюшных плавников и по бокам по диагонали до основания грудных плавников. Позвонков: 10 туловищных и 14 хвостовых.
Верхняя часть тела голубовато-зелёного цвета, а нижняя — серебристо-серая. По бокам тела разбросаны многочисленные мелкие жёлтые пятна. На верхнем краю жаберной крышки есть небольшое чёрное пятно. Второй спинной, анальный и хвостовой плавники тёмные; последний иногда желтоватый. Грудные плавники бледно-жёлтые. Брюшные плавник  стекловидные или бледно-серого цвета.
Максимальная длина тела 41 см, обычно до 30 см.

## Биология
Морские пелагические рыбы. Обитают у рифовых систем, расположенных вдали от побережья, редко встречаются в прибрежных водах. Молодь заходит в эстуарии. Взрослые особи ведут одиночный образ жизни или образуют небольшие группы. Питаются мелкими рыбами, кальмарами, ротоногими и крилем.

## Ареал
Широко распространены в Индо-Тихоокеанской области от Южной Африки, Мадагаскара и Реюньона, вдоль побережья восточной Африки до Красного моря и Персидского залива и далее на восток до Индии, Пакистана, Шри-Ланка и Юго-Восточной Азии. В западной части Тихого океана встречаются от Тайваня и Японии до Австралии, а также у берегов Тонга, Самоа и Новой Каледонии.